# Stora Bastutjärnen, Dalarna
Stora Bastutjärnen är en sjö i Ludvika kommun i Dalarna och ingår i Göta älvs huvudavrinningsområde.